# Leporinus vanzoi
Leporinus vanzoi är en fiskart som beskrevs av Heraldo A. Britski och Julio C. Garavello 2005. Leporinus vanzoi ingår i släktet Leporinus och familjen Anostomidae. Inga underarter finns listade i Catalogue of Life.